# Seifert (Familienname)
Seifert ist ein deutscher Familienname. Er ist in geringem Maße auch über den deutschsprachigen Raum hinaus in Europa verbreitet.

### A
- Achim Seifert (* 1968), deutscher Rechtswissenschaftler und Hochschullehrer
- Adolf Seifert (Heimatforscher) (1826–1910), deutsch-böhmischer Arzt und Heimatforscher
- Adolf Seifert (Präparator) (1868–1934), deutscher Anatomischer Präparator und Firmengründer
- Adolf Seifert (Komponist) (1902–1945), Musikpädagoge, Komponist und Lehrer
- Adolf Gustav Seifert (1861–1920), deutscher Genossenschaftler
- Albert Seifert (Architekt) (1860–1906), Schweizer Architekt
- Albert Seifert (Widerstandskämpfer) (1921–1944), österreichischer Widerstandskämpfer
- Alexander Seifert (* 1960), deutscher Jurist
- Alfred Seifert (Maler) (1850–1901), böhmisch-österreichischer Maler
- Alfred Seifert (Unternehmer, 1877) (1877–1945), neuseeländischer Unternehmensgründer
- Alfred Seifert (Unternehmer, 1909) (1909–2004), deutscher Unternehmensgründer
- Alwin Seifert (Maler) (1873–1937), deutscher Landschaftsmaler, Lithograf, Grafiker und Kunstgewerbler
- Alwin Seifert (1890–1972), deutscher Gartenarchitekt, Architekt, Hochschullehrer, Landschaftsgestalter, Heimatpfleger und Naturschützer.
- Andreas Seifert (* 1959), deutscher Schauspieler
- Angelika Seifert, Geburtsname von Angelika Haase (* 1951), deutsche Badmintonspielerin
- Annette Schad-Seifert (* 1962), deutsche Japanologin und Hochschullehrerin
- Annie Seifert (1863–1913), deutsche Malerin und Grafikerin
- Ansgar Seifert (1928–2014), deutscher Ministerialbeamter
- Anton Seifert (1826–1873), österreichisch-böhmischer Militärkapellmeister und Komponist
- Arno Seifert (1936–1987), deutscher Historiker

### B
- Barbara Seifert (* 1970), deutsche Schauspielerin und Synchronsprecherin
- Benjamin Seifert (* 1982), deutscher Skilangläufer
- Bernhard Seifert (Biologe) (* 1955), deutscher Biologe
- Bernhard Seifert (Leichtathlet) (* 1993), deutscher Speerwerfer
- Bettina Schöne-Seifert (* 1956), deutsche Medizinethikerin

### C
- Carl Seifert (1896–1982), deutscher Maler
- Carsten Seifert (* 1981), deutscher Automobilrennfahrer
- Cathérine Seifert (* 1977), deutsche Schauspielerin
- Christian Seifert (* 1969), deutscher Fußballfunktionär
- Christin Seifert, deutsche Biologin, Medizinische Datenwissenschafterin und Hochschullehrerin
- Christoph Seifert (Basketballspieler), deutscher Basketballspieler
- Christoph Seifert (* 1977), deutscher Endurosportler
- Claus Seifert (Leichtathlet) (* 1968), deutscher Langstreckler / Marathonläufer
- Claus Peter Seifert (* 1958), deutscher Theaterregisseur, Intendant und Schauspieler

### D
- Dagmar Seifert (* 1955), deutsche Schriftstellerin
- Dario Seifert (* 1994), deutscher Politiker (AfD), MdB
- Dieter Seifert (* 1941), deutscher Ingenieur und Erfinder
- Donata Seifert, siehe Christoph Valentien und Donata Valentien
- Dora Seifert (1861–1945), deutsche Malerin und Grafikerin

### E
- Eberhard Seifert, deutscher Skispringer
- Eberhard K. Seifert (* 1945), deutscher Ökonom
- Eduard Seifert (1870–1965), deutscher Trompeter
- Elena Seifert (* 1973), russische Dichterin, Übersetzerin, Literaturkritikerin und Journalistin
- Else Seifert (1879–1968), deutsche Architekturfotografin
- Emil Seifert (1900–1973), tschechoslowakischer Fußballspieler und -trainer
- Erich Seifert, Pseudonym von Paul Preil (1879–1951), Humorist, Komponist und Musikverleger
- Erich Seifert (Gewerkschafter) (1908–1980), deutscher Gewerkschafter (FDGB)
- Erich Seifert (Ingenieur) (1917–1985), deutscher Ingenieur
- Erik Seifert (* 1969), deutscher Tontechniker, Komponist und Musiker
- Ernst Seifert (Orgelbauer) (1855–1928), deutscher Orgelbauer
- Ernst Seifert (General) (1884–1946), deutscher Generalleutnant
- Ernst Seifert (Mediziner) (1887–1969), deutscher Chirurg und Hochschullehrer
- Ernst Seifert (Politiker) (1907–nach 1963), deutscher Gewerkschafter und Politiker
- Ernst Seifert (Grafiker) (1922–1976), deutscher Grafiker
- Ernst Emil Seifert (1863–??), deutscher Architekt und Baumeister
- Erwin Seifert (SS-Mitglied) (1915–1997), deutscher SS-Oberscharführer
- Erwin Seifert (Fußballspieler) (* 1939), deutscher Fußballspieler

### F
- Frank Seifert (* 1972), deutscher Fußballspieler
- Franz Seifert (Bildhauer) (1866–1951), österreichischer Bildhauer
- Franz Seifert (Ingenieur) (1933–2016), österreichischer Ingenieur und Hochschullehrer
- Franz Manfred Seifert (* 1953), deutscher Medienkünstler, siehe Manfred Seifert (Medienkünstler)
- Franz Peter Seifert (1915–1994), deutscher Politiker (SPD)
- Friedrich Seifert (1838–1920), deutscher Kupferstecher, siehe Karl Friedrich Seifert
- Friedrich Seifert (Jurist) (1901–nach 1960), deutscher Jurist
- Friedrich Seifert (Mineraloge) (* 1941), deutscher Mineraloge und Geophysiker
- Fritz Seifert (Architekt) (1879–nach 1937), deutscher Architekt
- Fritz Seifert (Buchhändler) (1902–1990), deutscher Buchhändler und Herausgeber

### G
- Gabriele Seifert (* 1959), deutsche Künstlerin
- Georg Seifert (1819–1876), deutscher Musiker und Komponist
- Georg Seifert (Basketballspieler) (* 1963), österreichischer Basketballspieler
- George Seifert (* 1940), US-amerikanischer American-Football-Trainer
- Gerd Seifert (Musiker) (1931–2019), deutscher Hornist
- Gerd Seifert (Fußballspieler) (* 1962), deutscher Fußballspieler
- Gerhard Seifert (Mediziner) (1921–2014), deutscher Pathologe und Hochschullehrer
- Gerhard Seifert (Waffenhistoriker) (1923–2007), deutscher Waffenhistoriker
- Gerhard Seifert (Entomologe) (* 1929), deutscher Entomologe
- Gerhard Seifert (General), deutscher Generalmajor
- Grete Tschaplowitz-Seifert (1889–1977), deutsche Bildhauerin, Malerin und Grafikerin
- Gustav Seifert (1885–1945?), NSDAP-Ortsgruppen-Gründer und Kommunalpolitiker in Hannover

### H
- Hannes Seifert (* 1971), österreichischer Spieleentwickler
- Hans Seifert (Politiker) (1889–1948), deutscher Politiker (NSDAP), MdR
- Hans Seifert (Ingenieur) (1927–2012), deutscher Ingenieur und Hochschullehrer
- Hans Seifert (Maler) (* 1947), österreichischer Lehrer und Maler
- Hans-Jürgen Seifert, deutscher Ringer
- Harald Seifert (* 1953), deutscher Bobfahrer
- Hartmut Seifert (* 1944), deutscher Arbeitsmarkt- und Arbeitszeitforscher
- Heinrich Seifert (1851–1931), deutscher Bratschist und Klavierpädagoge
- Heinrich Wilhelm Otto Seifert, siehe Otto Seifert (Mediziner)
- Heinz Seifert (1917–??), deutscher Fußballtrainer
- Helmut Seifert (1908–1939), deutscher SA-Führer
- Herbert Seifert (1907–1996), deutscher Mathematiker
- Herbert Seifert (Musikwissenschaftler) (* 1945), österreichischer Musikwissenschaftler
- Hermann Seifert (Politiker) (1841–1909), Schweizer Pfarrer und Politiker
- Hermann Seifert (Physiker) (Kai Hermann Seifert; * 1959), deutscher Medizin-Physiker und Hochschullehrer
- Howard S. Seifert (1911–1977), US-amerikanischer Raketenwissenschaftler
- Huldreich Seifert (1801–1882), Schweizer Theologe und Politiker
- Huldrich Arnold Seifert (1828–1885), Schweizer Jurist und Politiker

### I
- Ilja Seifert (1951–2022), deutscher Politiker
- Ingrid Seifert (* 1952), österreichische Violinistin

### J
- Jan Seifert (Fußballspieler) (* 1968), deutscher Fußballspieler und -trainer
- Jan Seifert (Moderator) (* 1983), deutscher Rundfunkmoderator und Journalist
- Jaroslav Seifert (1901–1986), tschechischer Schriftsteller
- Jiří Seifert (1932–1999), tschechischer Bildhauer
- Johann Seifert (Prediger) (auch Johann Seiffert, Johann Seyffert), schwedischer Feldprediger, Übersetzer der Cautio Criminalis
- Johann Seifert (Genealoge) (1655–1733), deutscher Genealoge
- Johann Seifert (Ratsherr), deutscher Ratsherr und Rittergutsbesitzer
- Johann Seifert (Generalleutnant) (1889–1978), deutscher Generalleutnant
- Josef Seifert (Politiker) (1884–1967), österreichischer Offizier, Schriftsteller und Politiker
- Josef Seifert (Philosoph) (* 1945), österreichischer katholischer Philosoph und Autor
- Josef Leo Seifert (1890–1950), österreichischer Historiker
- Josef W. Seifert (* 1954), deutscher Pädagoge
- Jule Seifert (* 1987), deutsche Freestyle-Skierin
- Julia Seifert (* 1967), deutsche Unfallchirurgin
- Juliane Seifert (* 1978), deutsche Politikfunktionärin, Bundesgeschäftsführerin (SPD)
- Julius Seifert (1848–1909), deutscher Politiker (SPD)
- Jürgen Seifert (1928–2005), deutscher Jurist, Politikwissenschaftler und Bürgerrechtler
- Jürgen Seifert (Biathlet), deutscher Biathlet und Trainer
- Jürgen Seifert (Fußballspieler, 1939) (* 1939), deutscher Fußballspieler
- Jürgen Seifert (Fußballspieler, 1948) (* 1948), deutscher Fußballspieler

### K
- Karl Seifert (Petrologe) (* 1934), US-amerikanischer Geowissenschaftler, Petrologe und Hochschullehrer
- Karl-Dieter Seifert (1931–2022), deutscher Journalist und Luftfahrthistoriker
- Karl Friedrich Seifert (auch Friedrich Seifert; 1838–1920), deutscher Kupferstecher
- Karl-Gerhard Seifert (* 1946), deutscher Unternehmer und Manager
- Karl Johannes Herbert Seifert (1907–1996), deutscher Mathematiker, siehe Herbert Seifert
- Karl Max Seifert (1864–nach 1910), deutscher Unternehmer
- Keith Seifert (* 1958), kanadischer Mykologe
- Klaus Seifert (Journalist) (1941–2013), deutscher Journalist
- Klaus Seifert (Jurist) (* 1948), deutscher Jurist
- Klaus Seifert (Flüchtling) (1953–1971), deutsches Todesopfer an der innerdeutschen Grenze
- Kurt Seifert (Schauspieler) (1903–1950), deutscher Schauspieler, Sänger und Bühnenregisseur
- Kurt Seifert (Tischtennisspieler) (1919–2001), deutscher Tischtennisspieler

### L
- Liesa Seifert (* 1994), deutsche Fußballspielerin
- Ludwig Seifert (1883–1917), österreichischer Lyriker

### M
- Malte Seifert (* 1985), deutscher Eishockeyspieler
- Manfred Seifert (Fußballspieler) (1949–2005), deutscher Fußballtorwart
- Manfred Seifert (Medienkünstler) (Franz Manfred Seifert; * 1953), deutscher Medienkünstler
- Manfred Seifert (Ethnologe) (* 1961), deutscher Ethnologe
- Maria Seifert (* 1991), deutsche Leichtathletin
- Martin Seifert (General) (1921–2007), deutscher Brigadegeneral
- Martin Seifert (Schauspieler) (* 1951), deutscher Schauspieler und Sprecher
- Martina Seifert (* 1964), deutsche Klassische Archäologin
- Matthew Alan Seifert (* 1992), US-amerikanischer Volleyballspieler
- Max Seifert (Landrat) (1859–1934), deutscher Landrat
- Max Seifert (Maler) (Max Emil Seifert; 1914–2001), deutscher Maler
- Michael Seifert (1924–2010), ukrainischer Kriegsverbrecher
- Monika Seifert (geb. Monika Mitscherlich; 1932–2002), deutsche Soziologin und Pädagogin

### N
- Nicole Seifert (Autorin) (* 1972), deutsche Autorin, Übersetzerin und Lektorin
- Nicole Seifert (Rollstuhlbasketballspielerin) (* 1974/1975), deutsche Rollstuhlbasketballspielerin

### O
- Oscar Seifert (1861–1932), deutscher Schausteller
- Otto Seifert (Mediziner) (1853–1933), deutscher Mediziner und Hochschullehrer
- Otto Seifert (Geigenbauer) (1866–nach 1933), deutscher Geigenbauer
- Otto Seifert (Präparator) (1888–1959), deutscher Präparator
- Otto Karl Seifert (1902–1971), Schweizer Diplomat

### P
- Patrick Seifert (* 1990), deutscher Eishockeyspieler
- Paul Seifert (* 1959), deutscher Zeichner und Karikaturist
- Peter Seifert (Politiker, 1870), deutscher Politiker (DVP), MdL Preußen
- Peter Seifert (Architekt) (* 1936), deutscher Architekt und Hochschullehrer
- Peter Seifert (Politiker, 1941) (* 1941), deutscher Politiker (SPD), Oberbürgermeister von Chemnitz
- Peter Seifert (Geologe) (* 1954), österreichischer Geologe
- Peter Seifert, eigentlicher Name von Jem (Musikproduzent) (* 1974), deutscher Musikproduzent und Toningenieur
- Peter Seifert (Leichtathlet) (1983–2019), deutscher Langstreckenläufer
- Philipp Magnus Seifert (1800–1845), deutscher Mediziner und Hochschullehrer

### R
- Rainer Seifert (* 1947), deutscher Hockeyspieler
- Ralf Seifert, deutscher Eiskunstläufer
- Richard Seifert (1861–1919), deutscher Chemiker
- Richard Seifert (Fabrikant, 1862) (1862–1929), deutscher Unternehmensgründer
- Richard Seifert (Fabrikant, 1873) (1873–1957), deutscher Unternehmensgründer
- Richard Seifert (Architekt) (1910–2001), schweizerisch-britischer Architekt
- Robert Seifert (Landrat) (1891–1963), deutscher Politiker (Zentrum)
- Robert Seifert (Shorttracker) (* 1988), deutscher Shorttracker
- Rudolf Seifert (Architekt), deutscher Architekt
- Rudolf Seifert (Zoologe) (1903–1952), deutscher Zoologe
- Rudolf Seifert (Kanute) (* 1934), deutscher Kanute

### S
- Sebastian Seifert (* 1978), schwedischer Handballspieler
- Shogo Seifert (* 1993), deutsch-japanischer Jazzmusiker
- Siegfried Seifert (Zoologe) (1922–1998), deutscher Zoodirektor
- Siegfried Seifert (Theologe) (1936–2013), deutscher Theologe und Kirchenhistoriker
- Siegfried Seifert (Germanist) (* 1936), deutscher Germanist und Literaturwissenschaftler
- Silke Seifert (* 1968), deutsche Politikerin (FDP)
- Silke Mikelskis-Seifert (* 1971), deutsche Physikerin und Hochschullehrerin für Didaktik der Physik

### T
- Theodor Seifert (Psychologe) (1931–2018), deutscher Psychologe, Psychotherapeut und Autor
- Theodor Josef Seifert (1932–2007), deutscher Architekt
- Thomas Seifert (Geologe) (* 1959), deutscher Geologe, Mineraloge und Hochschullehrer
- Thomas Seifert (General) (* 1965), deutscher Brigadegeneral
- Thomas Seifert (Journalist) (* 1968), österreichischer Journalist
- Till Seifert (* 1992), deutscher Sänger, Songwriter und Popmusiker
- Tim Seifert (Cricketspieler) (* 1994),  neuseeländischer Cricketspieler
- Tim Seifert (Fußballspieler) (* 2002),  deutscher Fußballspieler
- Toni Seifert (* 1981), deutscher Ruderer

### U
- Udo Seifert, deutscher theoretischer Physiker
- Ulrike Seifert (Medizinerin) (* 1969), deutsche Immunologin und Hochschullehrerin
- Ulrike Seifert (Musikerin) (* um 1975), deutsche Violoncellistin
- Uso Seifert (1852–1912), deutscher Organist und Komponist
- Utta Roy-Seifert (1926–2025), österreichische Übersetzerin
- Uwe Seifert (* 1960), deutscher Musikwissenschaftler und Hochschullehrer

### V
- Vanadin Seifert-Klauss (* 1963), deutsche Gynäkologin, Endokrinologin und Hochschullehrerin
- Victor Seifert (1870–1953), deutscher Bildhauer
- Viktor Seifert (* 2007), deutsch-schottischer Komponist und Musiker
- Viva Seifert (* 1972), britische Turnerin und Musikerin

### W
- Waldemar Seifert (1935–2020), deutscher Generalleutnant (NVA)
- Walter Seifert (SS-Mitglied) (1895–1956), deutscher SS-Führer
- Walter Seifert (Komponist) (1898–1982), deutscher Kapellmeister und Komponist
- Walter Seifert (Grafiker) (1904–1983), deutscher Grafiker
- Walther Seifert (1896–1982), deutscher Kryptologe
- Wenzel Seifert (1862–1942), österreichischer Lebensmittelchemiker und Önologe
- Werner Seifert (Politiker) (1920–2000), deutscher Politiker (DBD)
- Werner Seifert (Manager) (* 1949), Schweizer Manager
- Wilhelm Seifert (Architekt) (1875–1933), deutscher Architekt
- Wilhelm Seifert (Physiker) (* 1942), deutscher Physiker und Hochschullehrer
- Willi Seifert (1915–1986), deutscher Politiker (KPD, SED) und Widerstandskämpfer
- Willi Seifert (1921–1964), Attentäter, siehe Attentat von Volkhoven
- Wolfgang Seifert (Fußballspieler) (1927–2002), deutscher Fußballspieler
- Wolfgang Seifert (Parteifunktionär) (* 1940), deutscher Unternehmer und Funktionär der Partei Die Republikaner
- Wolfgang Seifert (Japanologe) (* 1946), deutscher Japanologe
- Wolfgang Seifert (Rennrodler), deutscher Rennrodler

### Y
- Yvonne Seifert (* 1964), deutsche Freestyle-Skierin

### Z
- Zbigniew Seifert (1946–1979), polnischer Jazzviolinist

Siehe auch:
- Seyfert
- Seiffert
- Seifer